# ارتش چهارم جمهوری فدراتیو سوسیالیستی روسیه شوروی
ارتش چهارم جمهوری فدراتیو سوسیالیستی روسیه شوروی یکی از یگان‌های ارتش سرخ در جنگ داخلی روسیه بود. این یگان در فاصله ۱۹۱۸ تا ۱۹۲۱ میلادی چهاربار ایجاد و برچیده شد.

## تاریخچه

### نخستین پیدایش
هنگامی که در ۱۷ مارس ۱۹۱۸ میلادی کنگره دوم شوراهای اوکراینی برگزار شد این کنگره تصمیم گرفت تا نیروی نظامی را برای مقابله با نیروهای خارجی و ضدانقلاب ایجاد نماید. پنج ارتش تشکیل شدند که در عمل هر یک تنها به اندازه یک تیپ توان داشت. ارتش چهارم در این زمان متشکل از ۳۰۰۰ پیاده‌نظام، ۲۰۰ سواره‌نظام، یک قطار زرهی و ۴ توپ بود. رهبری این یگان را یوری سابلین به عهده داشت و کوشید از شهر خارکف در برابر حمله آلمانی‌ها دفاع نماید که ناموفق بود. پس از این شکست ارتش چهارم برچیده و نیروهای باقی مانده آن به واحدهای دیگر فرستاده شدند.

### دومین پیدایش
ارتش چهارم برای بار دوم در ۲۰ ژوئن ۱۹۱۸ میلادی برای مقابله با نیروهای سفید در جبهه شرقی جمهوری فدراتیو سوسیالیستی روسیه شوروی ایجاد شد. این یگان در ژوئن با نیروهای دشمن در فراولگا جنگید و در اوت برای دفاع از خوالینسک فرستاده شد. در نوامبر ۱۹۱۸ میلادی از ارتش چهارم برای آفند به سمت شرق و تصرف سامارا (روسیه) و اورال، قزاقستان استفاده شد. در مارس ۱۹۱۹ میلادی ارتش چهارم در سرکوب شورش‌های محلی رخ داده در برخی مناطق شرق روسیه حضور داشت و سپس در مقابل آفند بهاره ارتش سفید روسیه مقاومت کرد. این یگان نهایتاً در ۲۰ آوریل ۱۹۲۰ برچیده شد.

### سومین پیدایش
در ۱۱ ژوئن ۱۹۲۰ میلادی ارتش چهارم برای سومین بار و به عنوان جزئی از جبهه غربی جمهوری فدراتیو سوسیالیستی روسیه شوروی برای شرکت در جنگ شوروی و لهستان پدید آمد. آفند در این جبهه از ژوئیه شروع شد و در ۵ هفته ارتش چهارم با ۸۰۰ کیلومتر پیشروی بخش‌های بزرگی از بلاروس و لهستان را اشغال نمود و در ۱۶ اوت نیروهای لهستانی را تا پشت رود وکرا عقب راند.
در ۱۷ اوت ۱۹۲۰ میلادی و هنگامی که ارتش سرخ برای آفند نهایی و فتح ورشو آماده می‌شد ضدحمله سنگین لهستانی‌ها آغاز شد و سواره‌نظام لهستانی ضربه سختی به ارتش چهارم وارد کردند. در اثر این ضدحمله ارتش چهارم عملاً نابود شد، بسیاری از سربازان کشته و اسیر شدند و بقیه هم به خاک آلمان که بی‌طرف بود فرار کردند و خود را تسلیم نیروهای آلمانی نمودند.
چند هفته بعد ارتش سرخ توانست جبهه را تثبیت نماید و با رسیدن نیروهای تازه‌نفس ارتش چهارم تقویت شد و در نبردهای سنگینی که در بلاروس رخ داد مانند نبرد کوبرین (۱۹۲۰ میلادی) حضور داشت. درگیری‌ها با امضا آتش‌بس میان شوروی و لهستان در اکتبر ۱۹۲۰ پایان یافت و ارتش چهارم نیز در ۱۸ اکتبر برچیده و باقی مانده نیروهای آن به ارتش شانزدهم جمهوری فدراتیو سوسیالیستی روسیه شوروی فرستاده شدند.

### چهارمین پیدایش
در نوامبر ۱۹۲۰ میلادی ارتش چهارم بار دیگر برای خدمت در جبهه جنوبی جمهوری فدراتیو سوسیالیستی روسیه شوروی ایجاد شد.
در این جبهه ارتش چهارم در نبرد علیه ارتش ورانگل و عملیات‌هایی مانند محاصره پرکوپ (۱۹۲۰ میلادی) و فتح شبه‌جزیره کرچ مشارکت داشت. پس از پایان این درگیری‌ها ارتش چهارم باردیگر در ۲۵ مارس ۱۹۲۱ میلادی برچیده شد.

### فرماندهان
از فرماندهان معروف این یگان می‌توان به میخائیل فرونزه و گاسپار ووسکانیان اشاره کرد.